# Of Human Hearts
Of Human Hearts ist ein US-amerikanisches Filmdrama von Clarence Brown aus dem Jahr 1938 nach dem 1917 erschienenen Roman Benefits Forgot von Honoré Morrow.

## Handlung
In den frühen 1850er Jahren zieht Reverend Ethan Wilkins von seiner wohlhabenden Gemeinde in Maryland in ein ärmliches Dorf am Ohio River. Während seiner Frau Mary klar ist, dass die Familie eines Geistlichen Opfer bringen muss, kann sich Sohn Jason nicht mit dem neuen und härteren Leben abfinden. Jason freundet sich mit dem alkoholkranken Arzt Dr. Shingle an. Sein Vater verärgert ihn mit seiner Meinung über die Magazine, die der Arzt zum Lesen anbietet. Mutter Mary verkauft einige Silberlöffel um ihrem Sohn ein Abonnement des Harper’s Magazine zu kaufen. Doch gerade dieses Magazin findet Evan als unpassend für den Sohn eines Geistlichen.
Zehn Jahre später hegt der nun erwachsene Jason immer noch Groll gegen seinen Vater. Evan will, dass Jason ihn auf einer seiner Fahrten zu weiter entfernt lebenden Gemeindemitgliedern begleitet. Jason weigert sich, einen abgetragenen alten Mantel aus zweiter Hand zu tragen. Der daraus resultierende Streit mit seinem Vater veranlasst Jason, sein Elternhaus zu verlassen. Er zieht nach Virginia, um dort Medizin zu studieren. Mary leidet unter der Trennung. Sie verkauft viele Erinnerungsstücke der Familie, um ihren Sohn in der Ferne mit Geld zu versorgen. Doch weder Mary noch der gesundheitlich angeschlagene Ethan beklagen sich.
Kurz vor seiner Promotion als Arzt erhält Jason einen Brief seiner Mutter, in dem sie ihm vom baldigen Tod seines Vaters schreibt. Jason reist nach Hause und hat noch einige wenige Augenblicke mit dem sterbenden Vater. Mary ist nun eine verarmte Witwe, die sich durch Näharbeiten über Wasser hält. Ihre einzige Freude sind die seltenen Briefe ihres Sohnes.  In einem der Briefe kündigt Jason seinen Besuch zum Weihnachtsfest an. Doch schon im nächsten Brief sagt er den Besuch wieder ab. Er muss in Virginia bleiben und braucht mehr Geld. Mary verkauft ihre letzten Wertsachen, darunter ihren goldenen Ehering, an den habgierigen Geschäftsmann George Ames, der das Geld an Jason schicken soll. Dr. Shingle, der Zeuge dieses Handels ist, überzeugt Ames davon, sich einem Aderlass zu unterziehen. Dabei kann der Arzt heimlich den Ring an sich bringen und Mary zurückgeben.
Einige Zeit später ist der Bürgerkrieg in vollem Gange. Jason wird eingezogen und hört auf, seiner Mutter zu schreiben. Jason bekommt eine Vorladung ins Weiße Haus und ist erstaunt, mit dem Präsidenten Abraham Lincoln zusammenzutreffen. Der Präsident erzählt ihm, dass seine Mutter an ihn geschrieben habe, um herauszufinden, wo Jasons Grab zu finden sei. Sie war der Überzeugung, ihr Sohn sei gefallen, weil sie keine Briefe mehr erhalten habe. Lincoln nimmt Jason das Versprechen ab, Mary jede Woche zu schreiben.
Jason kehrt zu seiner Einheit zurück und findet dort Pilgrim, das treue Familienpferd, das seine Mutter verkaufen musste, vor. Er kann seinen Vorgesetzten Captain Griggs davor bewahren, einen Arm durch Amputation zu verlieren. Als Belohnung darf er mit Pilgrim nach Hause zu seiner Mutter. Zu Hause wird er von seiner glücklichen Mutter begrüßt. Zum Schluss findet ein Abendessen statt, an dem Jason, Mary, Dr. Shingle und Jasons Jugendfreundin Annie Hawks teilnehmen.

## Hintergrund
Die Premiere fand am 5. Februar 1938 statt. Für das Szenenbild des Films waren Cedric Gibbons und Edwin B. Willis verantwortlich. Toningenieur war Douglas Shearer.
In diesem Film spielte Beulah Bondi das erste Mal die Mutter von James Stewart. Es folgten drei weitere Filme in dieser Konstellation: Vivacious Lady (1938), Mr. Smith geht nach Washington (1939) und Ist das Leben nicht schön? (1946). 1971 trat sie ein letztes Mal als Stewarts Mutter in einer Folge von dessen Fernsehserie The Jimmy Stewart Show auf.
In kleinen Nebenrollen sind Ward Bond und Brenda Fowler zu sehen. Of Human Hearts war der letzte von über 80 Filmen des Schauspielers Robert McWade, der Dr. Crumm in einer Nebenrolle spielt. Nur wenige Sekunden, nachdem McWade seine letzte Szene neben James Stewart fertiggestellt hatte, erlitt der 65-jährige einen Herzinfarkt und starb sofort. Seine letzten Worte sollen „Yes, that’s my final scene“ gewesen sein.
Während der Arbeitstitel wie auch der Romantitel Benefits Forgot aus der siebten Szene des zweiten Akts des Theaterstücks Wie es euch gefällt von William Shakespeare stammt (Originaltext: „Freeze, Freeze, thou bitter sky, Thou dost not bite so nigh as Benefits Forgot“), veranstaltete das Produktionsstudio MGM einen landesweiten Wettbewerb, um einen passenden Titel für den Film zu finden. Der Sieger, ein Student aus South Carolina, erhielt als Preis 5000 US-Dollar.
Einem Bericht des Magazins Life zufolge kostete allein die Schlachtszene 50.000 US-Dollar. Die Szene, die auf keinem historischen Gefecht des Bürgerkrieges beruht, wurde mit ca. 2000 Komparsen gedreht.

## Kritiken
Variety zeigte sich enttäuscht von dem Film, was die Zeitung auf das langsame Tempo und die schlechte Stimmung zurückführte.

## Auszeichnungen
Beulah Bondi war bei der Oscarverleihung 1939 in der Kategorie Beste Nebendarstellerin nominiert.